# 칫솔살균기
칫솔 살균기(영어: Toothbrush sanitizer)는 칫솔모 부분에 세균 등이 번식하지 못하도록 위생적인 관리를 도와주는 기계이다. 보통 자외선이나 열, 오존 등을 사용하여 살균을 하는 방식으로 만들어진다.